# Doradite babillarde
Pseudocolopteryx flaviventris
Espèce
Statut de conservation UICN

 LC  : Préoccupation mineure
Le Doradite babillarde (Pseudocolopteryx flaviventris) est une espèce de passereaux de la famille des Tyrannidae.

## Répartition
Cet oiseau vit en Argentine, en Bolivie, au Brésil, au Chili, au Paraguay et en Uruguay.

## Habitat
Il habite les zones de marais.